# كيري جاردين
كيري جاردين (بالإنجليزية: Kerri Gardin)‏ مواليد 19 مايو 1984 في مقاطعة بورك، هي لاعبة كرة سلة أمريكية. بدأت مسيرتها الاحترافية في سنة 2008. تم اختيارها من قبل فريق شيكاغو سكاي خلال الدرافت. لعبت مع كونيتيكت صن وواشنطن ميستيكس.

## روابط خارجية
- كيري جاردين على موقع الاتحاد الوطني لكرة السلة النسائية (الإنجليزية)
- كيري جاردين على موقع كرة السلة الأوروبية.كوم (الإنجليزية)
- كيري جاردين على موقع كلية كرة السلة في سبورتس رفرنس.كوم (الإنجليزية)
- كيري جاردين على موقع بروبوليرز (الإنجليزية)
- كيري جاردين على موقع سبورتس رفرنس (الإنجليزية)